# Distrito electoral local 14 de Tabasco
El Distrito Electoral Local 14 de Tabasco es uno de los 21 Distritos Electorales en los que se encuentra dividido el territorio del estado de Tabasco. Su cabecera es la ciudad de Cunduacán, en el municipio de Cunduacán, Tabasco.
Desde la redistritación de 2016 está formado por 48 secciones electorales ubicadas en el municipio de Cunduacán, Tabasco.

## Distritación actual

### Distritación electoral de 2016
El 30 de noviembre de 2016, el acuerdo del Consejo Estatal del Instituto de Electoral y de Participación Ciudadana de Tabasco determinó establecer la cabecera del Distrito Electoral Local 14 de Tabasco en la ciudad de Cunduacán, en el municipio de Cunduacán, Tabasco y conformarlo de la siguiente manera:
- Municipio de Cunduacán: 48 secciones electorales; de la 609 a la 614, de la 618 a la 650, 652, de la 654 a la 655, 657, de la 660 a la 663, y la sección 667.

## Distritaciones anteriores

### Distritación electoral de 1996
La distritación electoral local de 1996 estableció el distrito en el municipio de Nacajuca y su cabecera distrital en la cabecera municipal, Nacajuca.

### Distritación electoral de 2002
La redistritación de 2002 mantuvo el distrito en el municipio de Nacajuca, con cabecera municipal en la cabecera municipal, Nacajuca.

### Distritación electoral de 2011
El acuerdo del Consejo Estatal del Instituto de Electoral y de Participación Ciudadana de Tabasco (IEPCT) publicado en el Periódico Oficial del Estado de Tabasco, el 24 de noviembre de 2011 estableció que el Distrito Electoral Local 14 de Tabasco tuviera cabecera en la ciudad de Cunduacán,  y cambió su ubicación al municipio de Cunduacán.

## Diputados por el distrito
| Diputado                      | Partido por el que fue electo (a)                                                                                          | Grupo Parlamentario                  | Legislatura       | Periodo                                           | Cabecera Distrital |
| ----------------------------- | --- | ------------------------------------ | ----------------- | ------------------------------------------------- | ------------------ |
| César de la Cruz Osorio       | Partido Revolucionario Institucional                                                                                       | Partido Revolucionario Institucional | LVI Legislatura   | 1 de enero de 1998 - 31 de diciembre de 2000      | Nacajuca           |
| David Gómez Cerino            | Partido Revolucionario Institucional                                                                                       | Partido Revolucionario Institucional | LVII Legislatura  | 1 de enero de 2001 - 31 de diciembre de 2003      | Nacajuca           |
| Marco Antonio Leyva Leyva     | Coalición Alianza para Todos Partido Revolucionario Institucional Partido Verde Ecologista de México                       | Partido Revolucionario Institucional | LVIII Legislatura | 1 de enero de 2004 - 31 de diciembre de 2006      | Nacajuca           |
| Crisanto Salazar Cruz         | Coalición por el Bien de Todos Partido de la Revolución Democrática Partido del Trabajo Movimiento Ciudadano               | Partido de la Revolución Democrática | LIX Legislatura   | 1 de enero de 2007 - 31 de diciembre de 2009      | Nacajuca           |
| Lucila Domínguez Sánchez      | Candidatura Común Partido Revolucionario Institucional Partido Nueva Alianza                                               | Partido Revolucionario Institucional | LX Legislatura    | 1 de enero de 2010 - 31 de diciembre de 2012      | Nacajuca           |
| Tito Campos Piedra            | Coalición Movimiento Progresista por Tabasco Partido de la Revolución Democrática Partido del Trabajo Movimiento Ciudadano | Partido de la Revolución Democrática | LXI Legislatura   | 1 de enero de 2013 - 31 de diciembre de 2015      | Cunduacán          |
| Luis Alberto Campos Campos    | Partido de la Revolución Democrática                                                                                       | Partido de la Revolución Democrática | LXII Legislatura  | 1 de enero de 2016 - 4 de septiembre de 2018      | Cunduacán          |
| Cristina Guzmán Fuentes       | Candidatura Común Movimiento Regeneración Nacional Partido del Trabajo                                                     | Movimiento Regeneración Nacional     | LXIII Legislatura | 5 de septiembre de 2018 - 4 de septiembre de 2021 | Cunduacán          |
| Jesús Antonio Ochoa Hernández | Movimiento Regeneración Nacional                                                                                           | Movimiento Regeneración Nacional     | LXIV Legislatura  | Por iniciar                                       | Cunduacán          |